# Wakarusa (fiume)
Il  Wakarusa è un fiume statunitense che attraversa il Kansas, nascendo nella Contea di Wabaunsee e sfociando nel fiume Kansas a Eudora, dopo un percorso di 129,6 chilometri.

## Descrizione
Esso si forma in molti rami che si trovano a sudovest di Topeka. Il ramo principale nasce lungo la linea tra la Contea di Wabaunsee e quella di Shawnee, approssimativamente a 16 chilometri a sudovest di Topeka e si dirige verso est. Il ramo meridionale nasce nella parte orientale della Contea di Wabaunsee, approssimativamente a 24 chilometri a sudovest di Topeka e scorre verso est-nordest, unendosi al ramo principale a sud di Topeka.
Il ramo principale scorre generalmente verso est, passando a sud di Lawrence. Esso si unisce al fiume Kansas nella Contea di Douglas a Eudora, approssimativamente a 13 chilometri a est di Lawrence. Esso è sbarrato dalla diga di Clinton approssimativamente a 5 km a sudovest di Lawrence formando il lago di Clinton.
Il fiume è noto per la sua calma corrente che serpeggia tra le rocce affioranti principalmente di calcare pennsylvaniano. Questo tratto del fiume fu abitato da diverse tribù di nativi americani, tra le quali quelle dei Kansa e degli Osage nel XVIII secolo.
Tra il 1819 e il 1820, il maggiore Stephen H. Long si riferì a questo affluente come "Warreruza". Secondo un'enciclopedia del 1912, il nome deriva da una leggenda indiana, secondo la quale una giovane donna, mentre stava attraversando il fiume sul dorso di un cavallo, avrebbe esclamato "Wakarusa!", intendendo "profondo fino all'anca", e il termine attaccò.
Dopo che gli Stati Uniti acquisirono questa regione, il popolo Shawnee fu trasferito qui all'inizio del XIX secolo. La cresta di questo storico bacino idrografico, definito "strada per salmerie" fu utilizzato per la prima volta dai pionieri del Sentiero di Santa Fe e dagli emigranti della pista dell'Oregon (Oregon Trail).
Durante la Grande Migrazione del 1843, i guadi usati per attraversare questo fiume serpeggiante furono tra le numerose sfide topografiche che gli emigranti dovevano affrontare lungo il Fremont-Westport Trail (1843-1848), così chiamato da John C. Frémont. Questa via della frontiera della libertà fu anche chiamata California Trail durante la corsa all'oro del 1849.
Così, durante il periodo del Territorio del Kansas, l'affioramento delle rocce del fiume presentava una grande sfida per i primi emigranti che tentavano di guadare la corrente nei loro carri. I carri venivano spesso smontati, abbassati al letto di calcare, trasportati attraverso il letto del fiume e quindi tirati sulla riva opposta con corde.
Molti Shawnee creavano operazioni di traghetto presso gli attraversamenti dei fiumi negli anni 1850, compreso il traghetto di Giacca Blu vicino al Coal Creek a Sebastian.
Il fiume una volta aveva un esteso habitat di zona umida rivierasca, gran parte della quale era stata recuperata alle acque nel corso dell'ultimo secolo per coltivazione o altri usi. La Diga di Clinton, terminata nel 1977 per ridurre le piene stagionali di primavera, ha grandemente ridotto il riempimento della palude sotto la diga.
Sebbene le zone umide sotto la diga siano in gran parte oggi prosciugate, lungo il Wakarusa a monte del lago Clinton terre già coltivate sono state convertite in nuove zone umide, comprese le paludi. Pompando acqua nei bassi fossati, sono state formate tre maggiori zone umide artificiali, comprese le paludi di Coblentz dell'Est e dell'Ovest e la più recente zona umida dell'Elk Creek aggiunge più di 2 km2 di zona umida lungo il fiume Wakarusa. I complessi delle paludi di Est e Ovest Coblentz sono più accessibili di quello dell'Elk Creek e vantano un'ampia varietà di uccelli acquatici e rettili. Trovandosi le zone umide all'interno dell'area di esondazione del lago Clinton, l'accesso è molto ridotto durante i mesi umidi della primavera.

## Città lungo il Wakarusa
- Auburn, 330 metri s.l.m.
- Wakarusa, 291 metri s.l.m.
- Richland, 282 metri s.l.m.
- Eudora, 239 metri s.l.m.